# 仙四师爷庙
仙四师爷庙是坐落在马来西亚首都吉隆坡近中央市场的一座道教宫观。仙四师爷庙是吉隆坡第三任甲必丹叶亚来为了感谢仙师爷（双溪乌戎甲必丹盛明利）及四师爷（叶麾下大將钟炳来）二人在雪蘭莪内戰中的贡献而建；二人生前曾与叶在这场战争中並肩作战、仙师爷牺牲后更经常报梦，最终击败敌人取得胜利。仙四师爷庙是吉隆坡最古老的道观。2020年5月，马来西亚遗产专员依据《2005年国家遗产法》指定该单位为“遗产”点（等级略低于经马来西亚旅游、艺术和文化部部长指定的“国家遗产”）。

## 历史
仙四师爷庙的历史可追溯至19世纪中叶，是吉隆坡开埠华人社会集体奋斗与宗教信仰的具体体现。它的创立与雪兰莪内战密切相关，也与吉隆坡城市发展的早期历史交织在一起。庙宇由第三任吉隆坡华人甲必丹叶亚来于1864年创设，初始为私人住所后的小神龛，用以奉祀其战时上司——甲必丹盛明利。盛明利是雪兰莪矿区华人势力的领袖，在调解锡矿纠纷和协助雪州苏丹平定叛乱中表现卓越，但最终在冲突中牺牲。传说其死后颈中流出白血，被视为“成仙”之兆，因此被尊为“仙师爷”。
叶亚来在盛明利死后继承其职，并于1862年前往尚属荒凉的吉隆坡协助重建矿区和社会秩序。他不仅招募劳工，恢复锡矿开采，更致力于社区组织与宗教建设。在战乱平定后的1875年，他将原本设于住所后方的简陋神龛扩建为庙宇，正式命名为“仙四师爷庙”，并加入另一位在战乱中阵亡的部将钟炳来，尊称为“四师爷”。因此，该庙供奉的神明并非传统道教神祇，而是以地方历史人物神化而成的“本地神”，反映了马来亚华人社会对英殖民体制下自主精神与忠义价值的推崇。
随着吉隆坡逐渐发展为区域经济与行政中心，仙四师爷庙也从一座私人祭祀空间发展为华人公共信仰的核心场所。1881年至1883年间，庙宇第一次扩建，以应对信众日益增长的需求。1938年和1949年则分别进行翻修，以修复因时间与使用磨损而受损的结构。至1967年，庙宇成立产业受托机构，将庙产和营运正式制度化，由12名受托人共同决策，确保管理公正透明。
仙四师爷庙在华社中的地位远不止于一座宗教建筑，它象征着开埠时期华人团结自救的精神遗产。信众相信“仙四师爷”能保佑商业昌隆、事业顺利，因此许多商家在开张前都会前往膜拜祈福。庙内流传的木刻灵方、灵签、灵水也广受信仰者追捧，延续至今。在农历三月初五（仙师爷诞）和初六（四师爷诞）期间，大批信众蜂拥而至，成为吉隆坡少数持续一百五十年以上的庙会传统。
2020年，马来西亚政府根据《2005年国家遗产法令》，将仙四师爷庙列为国家遗产单位，确认其在文化、宗教、历史方面的重要性。作为吉隆坡现存最古老的华人庙宇，仙四师爷庙不仅记录了一段由矿工与义勇军筑起的华人城市史，也见证了移民社会如何在异地重建文化根基与信仰体系。

## 建筑与结构特色

#### 建筑风格与空间布局
仙四师爷庙坐落于吉隆坡市中心，毗邻茨厂街，是一座典型的华南传统庙宇建筑，其格局、材质与工艺深受19世纪中国南方移民建筑风格影响。庙宇整体为坐北朝南布局，采用三进式设计，中轴对称，门前设有石狮一对，象征护法镇邪。庙宇正门上方悬挂着横匾“仙四师爷庙”金字牌匾，字体由叶亚来亲笔题写。庙体以木结构为主，梁柱雕饰精美，屋脊装饰着瓷塑剪黏工艺，包括飞龙、麒麟、凤凰等传统瑞兽，体现了吉隆坡早期华人匠师的手艺。
庙宇主要分为前殿、中殿和后殿。前殿为迎宾与祭祀入口空间，香炉与拜台置于门前，是香客焚香参拜的第一步。中殿设有主要神坛，供奉“仙师爷”盛明利与“四师爷”钟炳来，神像正中安座，左为仙师爷，右为四师爷，两侧设有对联与功德碑，记载历代捐资修庙之人士姓名。后殿则为内坛与事务空间，亦设有忠义祠、勇士神位及其他地方神明如谭公爷、叶德来公、华光大帝等，反映华人社会多元信仰的融合。

#### 神明供奉与文化象征
仙四师爷庙供奉的两位主神“仙师爷”与“四师爷”并非源自传统道教体系，而是由吉隆坡开埠史上的历史人物神格化而来。这种本土信仰结构，与客家、粤籍华人传统中尊崇忠义与义气文化密切相关。庙内神像身穿官服，手持令牌或笏板，象征其正统地位与公正裁决的神职角色。信众相信两位师爷能赐予事业顺遂、官司平安、商业顺利，因此庙宇长年香火鼎盛，特别受到商人群体敬重。
除了主神坛外，庙内还设有观音殿供奉观世音菩萨，设于侧厅，信众可求取观音灵签。庙内亦保留传统的“仙四师爷灵方”与“木印签”，为早期中医与民间疗法结合的信仰产物。庙宇内亦设有“虎爷”神位，供信众于惊蛰日进行“打小人”仪式，反映出融合道教、民间信仰与南洋特色的文化生态。

#### 装饰工艺与修缮历史
仙四师爷庙屋脊与梁柱皆保留晚清传统木作雕刻与陶瓷剪粘工艺，许多构件均为当年从中国广东运来或聘请南来的华人工匠亲手打造。庙内梁枋之上有大量彩绘与金漆文字，内容以忠孝节义为主，反映道德劝善的庙宇精神核心。由于庙宇年代久远，历年来多次整修，包括1881至1883年的第一次扩建，1938年的局部修复，以及1949年战后整修等。庙宇现今外貌多保留1920至1950年代的结构风貌，部分木构件与神龛仍为创庙时期原物。庙宇于1967年设立产业信托组织，由12名受托人共同管理，负责日常庙务与修缮工作。
仙四师爷庙是目前吉隆坡唯一一座仍维持传统香火与建筑风格的早期庙宇，其建筑形式和内部布局为研究马来西亚华人宗教建筑提供了重要的历史样本。2020年，该庙被列为马来西亚国家遗产单位，进一步确认其历史、艺术与宗教价值。